# Mirosaljci (gmina miejska Lazarevac)
Mirosaljci (cyr. Миросаљци) – wieś w Serbii, w mieście Belgrad, w gminie miejskiej Lazarevac. W 2011 roku liczyła 1513 mieszkańców.